# Berutarube
Der Vulkan Berutarube (russisch Берутарубе) bildet den Südwest-Teil der Kurilen-Insel Iturup.
Die Flanken des aus andesitischem und dazitischem Material bestehenden Vulkans sind durch Gletscher geformte Täler tief eingeschnitten. Die letzten Ausbrüche des Vulkans ereigneten sich vor mehreren Hundert bis maximal Tausend Jahren. Es sind keine historisch überlieferten Ausbrüche des Vulkans bekannt. Im Gipfelkrater befinden sich einige aktive Fumarolenfelder, in welchen durch die austretenden Gase Schwefel abgelagert wird. 